# Robinson Crusoé (opera komiczna)
Robinson Crusoe (także Robinson Kruzoe, fr. Robinson Crusoé) – opera komiczna Jacques’a Offenbacha w trzech aktach. Libretto zostało napisane przez Eugène'a Cormona i Hectora Crémieux. Prapremiera odbyła się w Paryżu w 23 listopada 1867.

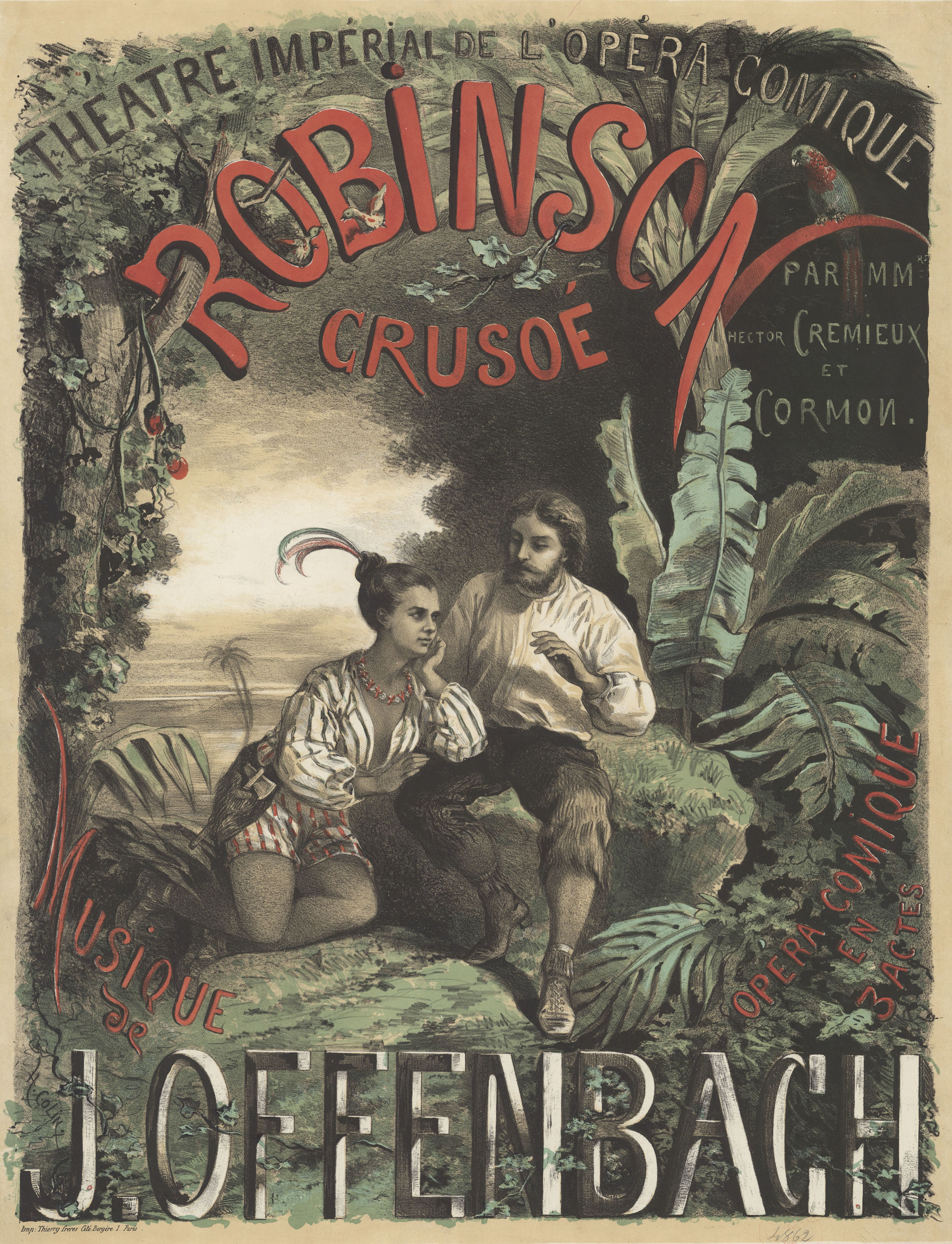
Afisz teatralny (1867)

## Pierwowzór
Utwór stanowi luźną adaptację powieści Daniela Defoe z 1719 r. Autorzy czerpali inspirację również ze słynnej pantomimy pt. Afrykanka (1865), w której wyśmiana została operowa moda na egzotykę.

## Treść

### Akt 1
Sir William Crusoe, ojciec Robinsona, czyta przy herbacie przypowieść o synu marnotrawnym i snuje rozważania o własnym synu, któremu w głowie tylko przygody i podróże. Robinson przysięga zakochanej w nim Edwige przysięgę wierności i rusza w drogę do Ameryki Południowej.

### Akt 2
Minęło sześć lat. Robinson przeżywszy katastrofę statku przebywa na bezludnej wyspie w towarzystwie Piętaszka. Tymczasem Edwige wspólnie z pokojówką Suzanne i domowym chłopcem Toby'm organizują ekspedycję ratunkową. Ich statek jednak również się rozbija. Suzanne i Toby trafiają w ręce kanibalów. Na widok kucharza doznają olśnienia: jest to ich dawny sąsiad z Bristolu, Jim Cocks, który wiele lat temu zaginął na morzu. Pojawia się Edwige: ona również została schwytana, lecz ponieważ wzięto ją za boginię - nie zostanie zatem zjedzona, lecz złożona w ofierze bogu Saranha. W chwili, gdy ofiara ma już zostać złożona rozlega się strzał: to Piętaszek, który obserwował całą scenę z ukrycia i zdążył zakochać się w pięknej Edwgie, strzelił z pożyczonego od Robinsona pistoletu. Kanibale uciekają w popłochu, a Piętaszek uwalnia Suzanne, Toby'ego i Edwige.

### Akt 3
Przyjaciele spotykają się z Robinsonem, który jest głęboko wzruszony tym spotkaniem. Nieoczekiwanie na wyspę przybywa statek piracki. Robinson wpada na pomysł, jak przechwycić ów statek i uciec z wyspy. Udając szaleńca, Robinson opowiada hersztowi, Willowi Atkinsowi, że na wyspie ukryty jest skarb. Piraci wyruszają na jego poszukiwanie, a tymczasem Robinson przejmuje ich broń. Gdy wracają, a raczej uciekają przed goniącymi ich kanibalami, Robinson oferuje im ratunek w zamian za pomoc w powrocie do kraju. Bierze również ślub z Edwige, którego udziela im Will Atkins.

## Robinson Crusoew Polsce
W 2013 r. utwór został wystawiony w Operze na Zamku w Szczecinie (adaptacja libretta i reżyseria Martin Otava). Libretto przełożyła na język polski Jitka Stokalska.